# Ladouchkine
Ladouchkine (en russe : Ладушкин ; en allemand : Ludwigsort ; en polonais : Ludwinów ; en lituanien : Liudvigsortas) est une petite ville de l'oblast de Kaliningrad, en Russie, dans le raïon de Bagrationovsk (l'ancienne Eylau). Sa population s'élève à 3 884 habitants en 2013.

## Géographie
Ladouchkine se trouve à 28 km au sud-ouest de Kaliningrad et à 1 114 km à l'ouest de Moscou.

## Histoire

### Avant 1945
Un village a été fondé en 1314 sous le nom de Ludwigsort (« village de Louis ») près de la lagune de la Vistule, qui est devenu une petite ville par la suite. Elle faisait partie jusqu'en mars 1945 de l'arrondissement d'Heiligenbeil du district de Königsberg en province de Prusse-Orientale.

### Après 1945
Après l'annexion du nord de la province de Prusse-Orientale par l'Union soviétique, après la Seconde Guerre mondiale, la ville fut renommée Ladouchkine en 1946, en l'honneur d'un jeune officier de l'Armée rouge, Ivan Ladouchkine, tué à proximité, l'année précédente et distingué du titre de Héros de l'Union soviétique. Ladouchkine est administrée depuis Baltiisk comme une enclave militaire spéciale du raïon de Bagrationovsk.

## Patrimoine
Les ruines du château des chevaliers teutoniques de Balga se trouvent à proximité de Ladouchkine.

## Population
Recensements (*) ou estimations de la population
| 1885 | 1933 | 1939* | 1959* | 1970* | 1979* |
| ---- | ---- | ----- | ----- | ----- | ----- |
| 175  | 762  | 1 253 | 1 651 | 2 285 | 2 871 |

| 1989* | 2002* | 2006  | 2010* | 2012  | 2013  |
| ----- | ----- | ----- | ----- | ----- | ----- |
| 3 108 | 3 796 | 3 802 | 3 787 | 3 873 | 3 884 |